# Rondeletia nipensis
Rondeletia nipensis là một loài thực vật có hoa trong họ Thiến thảo. Loài này được Urb. miêu tả khoa học đầu tiên năm 1912.

## Phân bổ
Loài này phân bổ ở Cuba. Nó là một loại cây bụi và phát triển chủ yếu ở khí hậu nhiệt đới ẩm ướt.